# リベレツ＝ヤブロネツ・ナド・ニソウ公共交通会社
リベレツ＝ヤブロネツ・ナド・ニソウ公共交通会社（チェコ語 Dopravní podnik měst Liberce a Jablonce nad Nisou a. s.（略称 DPMLJ）） は、チェコ共和国リベレツおよびヤブロネツ・ナド・ニソウへの路面電車を含むリベレツの市営公共交通機関の運営者。

## 解説
チェコ共和国の5大交通事業者に属しており、2022年には3,500万人以上の乗客を輸送した。2018年6月以降の理事会会長はミハル・ズデネク。
リベレツ、ヤブロネツ・ナド・ニソウ市内の路線バスの他、リベレツ市電を運行する。リベレツ市中心部、チェコ国鉄リベレツ駅の500mほど東側のフィグネロバ駅（チェコ語：Fügnerova）をターミナルとしており、路面電車はリベレツ駅停留所(チェコ語：Nádraží)からフィグネロバ駅を経由し、ほとんどのバスはフィグネロバ駅から発着する。

## 路線
2023年10月現在、路面電車4系統、路線バス47系統を運行している。
| 系統番号 | 経由地                                              |
| -------- | --------------------------------------------------- |
| 2        | Dolní Hanychov～Nádraží～Fügnerova～Lidové sady-ZOO |
| 3        | Holní Hanychov～Nádraží～Fügnerova～Lidové sady-ZOO |
| 5        | Viadukt～Nádraží～Fügnerova～Vratislavice nad Nisou |
| 11       | Viadukt～Nádraží～Fügnerova～Jablonec nad Nisou     |

## 運行形態
平日ダイヤと土休日ダイヤが存在し、土休日ダイヤでは便数が減少し運行されない路線も多い。
日本のような距離制運賃ではなく、40分券や90分券、24時間券などといった東欧諸国でよくみられる時間制運賃の方式を採用している。